# Броненосцы типа «Републик»
Броненосцы типа «Републик» (фр. Classe République) — серия французских эскадренных броненосцев периода 1900-х годов. Иногда назывались броненосцами типа «Патри». Всего в 1902—1906 годах было построено два броненосца, проект которых лёг в основу последующих броненосцев типа «Демократи».
К началу Первой мировой войны оставались в строю и активно использовались в боевых действиях на Средиземном море, в частности, в Дарданелльской операции. Пережили войну. После окончания войны оба линкора переведены в ранг учебных судов.

## История
На протяжении всей второй половины XIX века, французский флот сохранял второе место в мире, поддерживая примерный паритет с британским. Французы строили меньше кораблей, но их артиллерийское вооружение и система бронирования, как правило, были лучше британских. Но к началу XX века, ситуация резко изменилась: Великобритания перешла к крупносерийному строительству эскадренных броненосцев, стремясь поддержать свой «двухдержавный стандарт». Только за промежуток 1898—1904 гг. Британия ввела в строй четырнадцать современных эскадренных броненосцев класса «Формидейбл» и «Дункан».
Французы же за это время ввели в строй только три броненосца. Кроме того, огромной проблемой французского флота был долгострой, связанный с неадекватной системой заказа материалов и компонентов и постоянных задержек выплат из-за регулярных пересмотров военно-морского бюджета. Постройка 15 000-тонного броненосца на французских верфях занимала 6-7 лет: британские или германские верфи справлялись с аналогичной задачей за 3-4 года.
«Републик» проектировался Эмильем Бертеном одновременно с «Цесаревичем», но строился медленнее и вступил в строй гораздо позже.
В 1900 году, французский парламент заказал два крупных броненосца. Ещё четыре были утверждены к закладке в 1902 году (позже из-за многочисленных пересмотров проекта, они выделились в отдельный тип «Демократи»).

## Конструкция

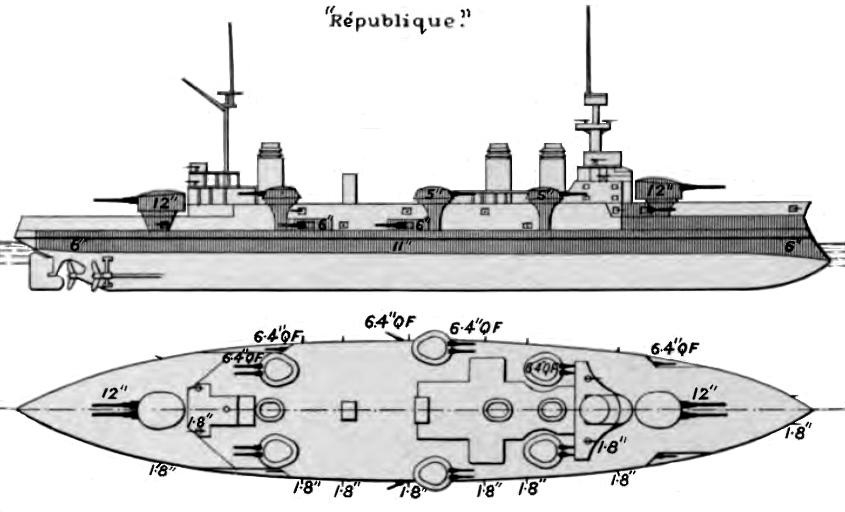
схема из Brassey’s Naval Annual 1906 год

Броненосцы типа «Републик» были значительным прорывом для французского кораблестроения. Имея водоизмещение в 14 605 тонн, они сравнялись по размерам с современными им британскими броненосцами. Их полная длина составляла 133,81 метра, ширина по мидель-шпангоуту — 24,26 метра и осадка — 8,41 метра. Корабли также имели значительно меньший завал бортов чем предшествующие французские броненосцы.
Корабли имели высокий полубак, распространяющийся от форштевня до кормовой мачты. Они сохранили тяжелую боевую мачту в носу (характерную для французского кораблестроения), но кормовая была легкой сигнальной мачтой.
Броненосцы серии «Републик» приводились в движение тремя машинами, общей мощностью в 18 000 л. с. Их максимальная скорость достигала 19 узлов, что на момент закладки делало их одними из быстрейших в мире. Запаса угля хватало на 15 700 км экономического хода.

### Вооружение
Основное вооружение броненосцев составили четыре 305-миллиметровые 40-калиберные пушки образца 1896 года, в двух двухорудийных башнях на носу и корме. Башни имели традиционную французскую компоновку: барбеты были сведены к минимуму за счет размещения вращающих механизмов внутри вращающейся части башни, и имели коническую форму, обращенную широкой стороной вверх. Орудия стреляли 349 кг бронебойными снарядами с начальной скоростью 815 м/с; практическая скорострельность была один выстрел в минуту, дальность стрельбы составляла 12 500 м при максимальном угле возвышения 12 °.
Восемнадцать 164-миллиметровых 45-калиберных орудий образца 1893 года составляли средний калибр. Двенадцать орудий размещались в шести двухорудийных башнях на верхней палубе: две побортно в носовой части, две в центральной и две в кормовой. Остальные шесть скорострельных орудий располагались в индивидуальных казематах, два — под носовой башней главного калибра, и четыре — по бортам, между центральной и кормовой группой башен вспомогательного калибра. Орудия стреляли 52-55 кг снарядами с начальной скоростью 865 м/с; с боевой скорострельностью три выстрела в минуту, дальность стрельбы была 15 400 м.
Противоминная защита обеспечивалась 25-ю 3-фунтовыми орудиями в щитовых установках. Корабль также нес два 450-мм торпедных аппарата.
Для вооружения десантных партий имелись 174 винтовки Lebel M1886, 37 карабинов модели 1892 и 136 револьверов St. Etienne 1892.

### Бронирование
На этой серии броненосцев, впервые во французском кораблестроении была применена крупповская броня. Основу защиты составлял традиционный для французов сплошной главный пояс по ватерлинии, максимальной толщиной в средней части до 280 миллиметров. К верхней и нижней кромке пояс утоньшался, соответственно, до 240 мм и до 81 мм. В оконечностях пояс был тоньше: его максимальная толщина составляла 180 миллиметров, у верхней кромки — 140 миллиметров и у нижней — 81 миллиметр.
На нижний край пояса опиралась броневая палуба, толщина которой достигала 53 миллиметров в центре корпуса, и 70 мм — на скосах. Артиллерия главного калибра защищалась 350-мм плитами, основная башен — 250-миллиметровыми. Вспомогательная артиллерия (башенная) защищалась 150-мм броней, основания башен — 280-мм броней, а казематы — 140-мм броней.
Противоторпедная защита отличалась от «Цесаревича» и была устроена так же как на броненосцах русской постройки «Суворов», «Орёл» и «Слава».

### Силовая установка
Три вертикальные машины тройного расширения развивали максимальную мощность 18 500 л. с. Скорость хода — 19 узлов при 100 об/мин. Машины были четырёхцилиндровые с парораспределением по системе Маршала. Нормальны запас угля 900 тонн, полный — 1825 тонн, чего хватало на 15 700 км экономичного 10-узлового хода, ещё 900 тонн могли быт принятыми в перегруз. Компоновка силовой установки была идентична во всех шести судах. В машинное отделение, разделённое на три части продольными водонепроницаемыми переборками, было в средней части корабля, с соответствующие конденсаторы сразу позади своих двигателей. Носовая котельная была больше и делилась на три отсека, двумя поперечными переборками, вдоль бортов находились угольные ямы, а кормовая была меньше и состояла из одного отсека. Динамо-машина и вспомогательное оборудование были на платформе, между передней котельной и машинного отделением.

### Модернизации
8 декабря 1915 года малокалиберные пушки сократили до четырех 47-мм орудий и восьми 65-мм орудий. В 1916 году была очередная модернизация: четыре 47-мм орудия получили зенитные станки с большим углом возвышения.

## Представители
| Название   | Верфь                | Закладка      | Спуск на воду   | Вступление в строй | Судьба                |
| ---------- | -------------------- | ------------- | --------------- | ------------------ | --------------------- |
| «Републик» | Верфь флота в Бресте | декабрь 1901  | 9 сентября 1902 | декабрь 1906       | продан на слом в 1921 |
| «Патри»    |                      | 1 апреля 1902 | 17 декабря 1903 | декабрь 1906       | продан на слом в 1928 |

## Оценка проекта
Броненосцы типа «Републик» были первыми полностью современными французскими броненосными кораблями с хорошей мореходностью, эти корабли имели мощное вооружение и очень мощную, эффективную броневую защиту, надежно прикрывавшую их ватерлинию. Башенное расположение вспомогательной артиллерии было передовым решением, обеспечившим таковой отличные сектора обстрела и очень высокую мощь бортового залпа. Недостатком была слабость противоминной артиллерии; 47-мм пушки уже не являлись достаточными для противоминной обороны, а 163-мм орудия были слишком тяжелы и неповоротливы.
Главной проблемой была чрезвычайно затянувшаяся по политическим и экономическим причинам постройка. Заказанные формально в 1900 году, корабли были заложены годом-двумя позднее, и введены в строй только в 1906—1907 году. Мореходные, мощно вооруженные и хорошо бронированные корабли превосходили британские броненосцы серии «Формидейбл», «Дункан», и немецкие серии «Брауншвейг», были достойными соперниками английских броненосцев типа «Кинг Эдуард VII» и японских типа «Катори», но к моменту их ввода в строй англичане уже построили свой эпохальный Дредноут, и вся серия этих кораблей мгновенно морально устарела.
Закладка по программе 1900 года броненосцев «Патри», которые были гораздо крупнее всех своих предшественников, имели в качестве средней артиллерии 18×164 мм орудий и превосходили британские броненосцы типа «Формидебл» не осталась незамеченной. Ответный шаг в направлении усиления вооружения новых кораблей этого класса в Британии был сделан на линкорах типа «Кинг Эдуард VII» по программе 1901 года. Ответ вошёл в строй раньше.
| Год закладки                    | 1902                                                            | 1899                                           | 1901                                            |
| Год ввода в строй               | 1905                                                            | 1903                                           | 1906                                            |
| Водоизмещение нормальное, т     | 15 800                                                          | 13 716                                         | 14 605                                          |
| Полное, т                       | 16 650                                                          | 15 240                                         |                                                 |
| Мощность ПМ, л. с.              | 18 000                                                          | 18 000                                         | 18 000                                          |
| Максимальная скорость, узл      | 18,5                                                            | 19                                             | 19                                              |
| Дальность, миль (на ходу, узл.) | 5270 (10)                                                       | 7000 (10)                                      | 7000(10)                                        |
| Бронирование, мм                |                                                                 |                                                |                                                 |
| Тип                             | КС                                                              | КС                                             | КС                                              |
| Пояс                            | 229                                                             | 178                                            | 280                                             |
| Палуба(скосы)                   | 25(51)                                                          | 25(25)                                         | 53(70)                                          |
| Башни                           | 305                                                             | 254                                            | 320                                             |
| Барбеты                         | 305                                                             | 280                                            | 255                                             |
| Рубка                           | 305                                                             | 305                                            | 330                                             |
| Вооружение                      | 2×2×305-мм/40 4×1×234-мм/47 10×1×152-мм/45 12×1×76,2-мм/40 4 ТА | 2×2×305/40 12×1×152-мм/45 10×1×76,2-мм/40 4 ТА | 2×2×305-мм/40 18×1×164-мм/45 25×1×47-мм/45 2 ТА |

## Комментарии
1. ↑  Концепция, согласно которой британский флот должен был быть численно сильнее объединённых сил двух следующих за Британией морских держав.
2. ↑  «Патри» был немного больше — 14 900 тонн.
3. ↑  Для британских и американских кораблей в источниках водоизмещение даётся в длинных тоннах, поэтому оно пересчитано в метрические тонны